# Brett Hawke
Brett Hawke (Sydney, 6 febbraio 1975) è un ex nuotatore australiano.
Ha partecipato alle Olimpiadi di Atene 2004, arrivando sesto nei 50 m sl.
Si è ritirato dall'attività agonistica nel 2006 dopo i Commonwealth Games di Melbourne, dove ha vinto il bronzo nei 50 m sl e l'argento nella staffetta 4x100 m sl.
Attualmente lavora come Assistant Coach per la squadra di nuoto di Auburn University, sua Alma Mater.

## Palmarès
- Mondiali in vasca corta

Rio de Janeiro 1995: argento nella 4x100m sl.
Mosca 2002: argento nella 4x100m misti.
- Campionati panpacifici

Yokohama 2002: bronzo nei 50m sl.
- Giochi del Commonwealth

Manchester 2002: argento nei 50m sl.
Melbourne 2006: argento nella 4x100m sl e bronzo nei 50m sl.
- Universiadi

Sicilia 1997: argento nella 4x100m sl.